# Шведченко, Алексей Илларионович
Алексей Илларионович Шведченко (9 марта 1921, Луганск — ?) —советский авиаконструктор, лауреат Ленинской премии.

## Биография
Окончил авиационный техникум (1941). В 1941—1945 служил в РККА, участник войны.
В 1945—1959 инженер-конструктор Запорожского авиационного (моторостроительного) завода. С 1959 начальник конструкторской бригады ОКБ завода.
В 1960 г. удостоен Ленинской премии за участие в разработке и создании пассажирского самолета «ИЛ-18».
Соавтор двух изобретений:
- Измеритель крутящего момента
- Устройство для подачи воздуха к пневмостартеру